# Wassup
Wassup (coréen : 와썹, stylisé WA$$UP) est un girl group sud-coréen formé sous Sony Music et Mafia Records. Le groupe est composé de Jinju, Sujin, Nada, Nari, Jiae, Woojoo et Dain. Elles débutent avec le titre, "Wassup" le 7 août 2013 au Show Champion.

## Histoire

### 2013:Hotter Than A SummeretNom Nom Nom
Le 1er août 2013, Sony Music annonce les débuts d'un girl group qui s'est entraîné pendant trois ans et a pour objectif d'être reconnu pour un style hip-hop aux sonorités dancehall. L'agence a également déclaré : “Nous étions à la recherche de nouveaux artistes et avons découvert les Wassup qui ont un concept différent,” a expliqué Sony Music Korea. “Nous avons évalué le talent et le potentiel des membres de ce groupe qui est capable de se transformer en artistes en tant qu’artistes visant un hip-hop authentique. C’est pour cette raison que nous allons les soutenir.”. Le 7 août, le groupe fait ses débuts avec la sortie du titre "Wassup", accompagné de son clip vidéo. Plus tard, les filles tiendront leur première performance au Show Champion. Le 4 septembre, le groupe publie la chanson "Hotter Than Summer" suivi par son MV le lendemain, c'est un titre reggae composé par Red Roc et écrit par YE YO.
Le 20 novembre, le groupe sort son premier mini-album, Nom Nom Nom, par cette occasion le MV du titre principal du même nom est mis en ligne. Elles ont tenu leur première performance du titre le même jour.
Le 17 décembre, le clip de "La Pam Pam Pa" est mis en ligne afin de célébrer Noël. Le 24 décembre, une autre chanson pour Noël est mis en ligne par le groupe, "Jingle Bell".

### 2014-maintenant:Fire,Shut Up UetStupid Liar
Le 8 juin 2014, Wassup met en ligne le clip de "Fire". Le MV a été fait pour soutenir l'équipe nationale de football coréenne lors de la Coupe du monde de football de 2014 qui s'est tenu au Brésil.
Le 8 décembre, le clip vidéo de "Shut Up U" est mis en ligne, titre issu de leur deuxième mini-album, Showtime sorti le 25 novembre 2014.
Le 18 janvier 2015, le MV d'une autre piste de l'album est mis en ligne, "Stupid Liar". La vidéo a été bloquée dans plusieurs pays pour cause de droits d'auteurs, elle est donc remise en ligne le 26 janvier.

## Membres
| Nom de scène | Nom de scène | Nom de naissance | Nom de naissance | Date de naissance | Nationalité  | Position                                                                      |
| Romanisé     | Coréen       | Romanisé         | Coréen           | Date de naissance | Nationalité  | Position                                                                      |
| ------------ | ------------ | ---------------- | ---------------- | ----------------- | ------------ | ----------------------------------------------------------------------------- |
| Nari         | 나리         | Kim Na Ri        | 김나리           | 5 octobre 1992    | Sud-coréenne | Leader, danseuse principale, chanteuse, rappeuse, visuel, Unnie(la plus âgée) |
| Jiae         | 지애         | Kim Ji Ae        | 김지애           | 31 octobre 1995   | Sud-coréenne | Chanteuse principale                                                          |
| Sujin        | 수진         | Bang Su Jin      | 방수진           | 26 juin 1996      | Sud-coréenne | Chanteuse,rapeuse                                                             |
| Woojoo       | 우주         | Kim Woo Joo      | 김우주           | 7 avril 2003      | Sud-coréenne | Chanteuse principale, Maknae (la plus jeune)                                  |

### Anciens membres
| Nom de scène | Nom de scène | Nom de naissance | Nom de naissance | Date de naissance | Nationalité  | Position                                           |
| Romanisé     | Coréen       | Romanisé         | Coréen           | Date de naissance | Nationalité  | Position                                           |
| ------------ | ------------ | ---------------- | ---------------- | ----------------- | ------------ | -------------------------------------------------- |
| Jinju        | 진주         | Park Jin Ju      | 박진주           | 28 avril 1990     | Sud-coréenne | Leader, chanteuse principale, Unnie (la plus âgée) |
| Dain         | 다인         | Song Ji Eun      | 송지은           | 25 juin 1990      | Sud-coréenne | Chanteuse principale, danseuse principale, rapeuse |
| Nada         | 나다         | Yoon Ye Jin      | 윤예진           | 24 mai 1991       | Sud-coréenne | Rapeuse principale, danseuse principale, chanteuse |

## Discographie

### Extended plays
| Année | Détails | Meilleures positions | Ventes      |
| Année | Détails | COR                  | Ventes      |
| ----- | --- | -------------------- | ----------- |
| 2013  | Nom Nom Nom - Date de sortie : 9 novembre 2013 - Langue : Coréen - Durée : 18:51 - Label : Mafia Records - Formats : CD, téléchargement numérique Liste des titres 1. 놈놈놈 (Nom Nom Nom) 2. Wassup 3. 갤럭시 (Galaxy) 4. Bang Bang (Nada Solo) 5. Hotter Than A Summer (Ft. Red Roc) 6. Nom Nom Nom (Inst.) | 29                   | Plus de 700 |
| 2014  | Showtime - Date de sortie : 25 novembre 2014 - Langue : Coréen - Durée : 25:55 - Label : Mafia Records - Formats : CD, téléchargement numérique Liste des titres 1. Showtime 2. 시끄러워U (Shut Up U) 3. Stupid Liar (Ft. Nihwa de 413) 4. 어딜 쳐다 봐 (Nada Solo) (What You Looking At?) 5. 안아줘 (Hug Me) 6. 시끄러워U (Club Mix-DJ백승 Mix) (Shut Up U (Club Mix-DJ Baekseung MIX)) 7. 시끄러워U (Inst.) (Shut Up U) 8. Showtime (Inst.) | 55                   | —           |
|       | |                      |             |
|       | |                      |             |

### Singles
| 2013                                                                                        | "Wassup"                   | 175 | Nom Nom Nom   |
| 2013                                                                                        | "Hotter Than A Summer"     | 172 | Nom Nom Nom   |
| 2013                                                                                        | "놈놈놈 (Nom Nom Nom)"     | 115 | Nom Nom Nom   |
| 2013                                                                                        | "La Pam Pam Pa (라팜팜파)" | 162 | La Pam Pam Pa |
| 2014                                                                                        | "Fire"                     | —   | Fire 2014     |
| 2014                                                                                        | "시끄러워U (Shut Up U)"    | —   | Showtime      |
| 2015                                                                                        | "Stupid Liar"              | —   | Showtime      |
| "—" montre qu'aucun classement n'a été atteint ou que ce n'est pas sorti dans cette région. |                            |     |               |

### Sources
- (en) Cet article est partiellement ou en totalité issu de l’article de Wikipédia en anglais intitulé « Wassup (band) » (voir la liste des auteurs).